# Landtag da Turíngia
O Landtag da Turíngia é o parlamento do estado federal alemão da Turíngia, localizado em Erfurt. Sua história é marcada por diversas transformações políticas e sociais desde sua fundação, refletindo as mudanças na Alemanha ao longo do século XX e início do XXI.

## História

### 1920-1929: Fundação e Período da República de Weimar
O Landtag da Turíngia foi estabelecido em 1920, durante a República de Weimar, como parte do recém-formado Estado Livre da Turíngia. As primeiras eleições ocorreram em junho de 1920, com um sistema de representação proporcional e idade mínima de voto de 21 anos. Durante este período, o parlamento foi um dos primeiros a ver o Partido Nazista ganhar poder significativo, com Wilhelm Frick tornando-se Ministro do Interior após as eleições de 1929.

### 1934-1945: Era Nazista e Segunda Guerra Mundial
Com a ascensão do regime nazista, o Landtag da Turíngia foi dissolvido em 1934, como parte do processo de "Gleichschaltung", que centralizou o poder no governo de Adolf Hitler. A estrutura parlamentar foi substituída por um sistema mais autoritário, alinhado com a ideologia nazista.

### 1946-1952: Pós-Guerra e Alemanha Oriental
Após a Segunda Guerra Mundial, a Turíngia foi reestabelecida como parte da zona de ocupação soviética. Em 1946, uma nova assembleia estadual foi convocada, mas com a criação da República Democrática Alemã (RDA) em 1949, os estados federais perderam autonomia. Em 1952, a Turíngia foi dividida em distritos administrativos, eliminando a estrutura estadual até a reunificação da Alemanha.

### 1990-presente: Reunificação e Período Contemporâneo
Com a queda do Muro de Berlim e a reunificação da Alemanha em 1990, o Landtag da Turíngia foi restabelecido. As primeiras eleições livres em mais de quatro décadas ocorreram em outubro de 1990, marcando o início da nova era democrática para o parlamento. Desde então, o Landtag tem desempenhado um papel central na política estadual, legislando, elegendo o Ministro-Presidente e supervisionando o governo estadual.
As eleições mais recentes, em 2024, viram o partido populista Alternativa para a Alemanha (AfD) tornar-se a maior força política, refletindo tendências políticas mais amplas na Alemanha.

## Estrutura
O Landtag da Turíngia é composto por 88 membros, eleitos a cada cinco anos por um sistema de representação proporcional mista.
O Landtag tem enfrentado desafios e controvérsias, especialmente em questões de coalizão e governabilidade, dado o cenário político fragmentado e a ascensão de partidos populistas. A política na Turíngia frequentemente espelha debates nacionais sobre imigração, economia e identidade cultural.

## Impacto e Importância
O Landtag da Turíngia não só legisla em questões locais, mas também serve como um microcosmo das dinâmicas políticas alemãs. Sua história reflete as transições políticas dramáticas da Alemanha, desde a democracia de Weimar, passando pelo totalitarismo nazista, a divisão durante a Guerra Fria, até a reunificação e os desafios contemporâneos. A importância do Landtag reside em sua capacidade de adaptação e resiliência diante das mudanças políticas e sociais, mantendo-se como um símbolo da democracia representativa na Turíngia.